# Las Vegas Valley
Las Vegas Valley, também conhecida como Área Metropolitana de Las Vegas, é uma grande zona urbana localizada na parte sul do estado de Nevada, nos Estados Unidos. É a maior aglomeração urbana no estado e está em grande parte definida pelo acidente geográfico do Vale de Las Vegas, uma área de 600 milhas quadradas (1.600 km²) de bacia cercada por montanhas ao norte, sul, leste e oeste da área metropolitana. A região é o lar das três maiores cidades incorporadas em Nevada: Las Vegas, Henderson e North Las Vegas. Seis cidades não registradas regidas pelo governo do Condado de Clark fazem parte da Las Vegas Township e constituem a maior comunidade no estado de Nevada.
Os nomes "Las Vegas" e "Vegas" são usados alternadamente para indicar a área metropolitana, a Strip e a cidade. A região é carinhosamente conhecido como a "nona ilha" pelos nativos do Havaí e pelos Las Veganos, em parte devido ao grande número de pessoas originárias do Havaí que vivem e viajam regularmente para Las Vegas.

## História
O primeiro visitante não nativo americano relatado ao Vale de Las Vegas foi o explorador mexicano Rafael Rivera em 1829.Las Vegas foi nomeada por mexicanos na festa de Antonio Armijo, que usaram a água na área enquanto se dirigiam para o norte e oeste ao longo da Old Spanish Trail ("Velha Trilha Espanhola") para o Texas. No século 19, as áreas do vale continham poços artesianos que sustentavam extensas áreas verdes, ou prados, daí o nome Las Vegas (vegas significa "prados" em espanhol).
A área então foi ocupada por fazendeiros Mórmons em 1854 e mais tarde tornou-se o local de um forte do Exército dos Estados Unidos em 1864, iniciando um longo relacionamento entre o sul de Nevada e os militares dos EUA. Desde a década de 1930, a cidade de Las Vegas foi geralmente identificada como um centro de jogos, bem como um destino turístico, voltado principalmente para adultos.
O empresário Howard Hughes chegou no final dos anos 1960 e comprou muitos hotéis cassinos, bem como estações de rádio e televisão na área. Corporações também começaram a comprar hotéis-cassino, e a máfia foi dominada pelo governo federal nos anos seguintes. O fluxo constante de dólares dos turistas dos hotéis e cassinos foi aumentado por uma nova fonte de dinheiro federal, proveniente do estabelecimento do que hoje é a Base da Força Aérea de Nellis. O afluxo de militares e caçadores de empregos em cassinos ajudou a iniciar um crescimento na região.
Desde a década de 1990, o Las Vegas Valley teve um crescimento rápido, triplicando sua população de 741.459 em 1990 para 2.227.053 habitantes segundo as estimativas em 2018. Las Vegas Valley continua sendo uma das áreas metropolitanas de crescimento mais rápido nos Estados Unidos e, em sua história relativamente curta, estabeleceu  uma presença diversificada em negócios internacionais, comércio, desenvolvimento urbano e entretenimento, bem como um dos destinos turísticos mais visitados do mundo.  Em 2014, um recorde de 41 milhões visitaram a área de Las Vegas, produzindo um produto metropolitano bruto de mais de US$ 100 bilhões.

## Limites
O "Vale" é constituído pela área metropolitana de Las Vegas que cobre todo o Condado de Clark, incluindo partes que não estão dentro do vale. A área metropolitana inclui as cidades de Las Vegas, North Las Vegas e Henderson, e as cidades não incorporadas de Summerlin South, Paradise, Spring Valley, Sunrise Manor, Enterprise, Winchester e Whitnry. 
A área metropolitana foi criada para o censo de 1970, quando incluía apenas o Condado de Clark. Em 2000, a área metropolitana foi alterada para incluir o condado de Nye (Nevada) e o condado de Mohave, no Arizona, mas depois voltou a ser apenas o condado de Clark.

## Geografia e meio ambiente

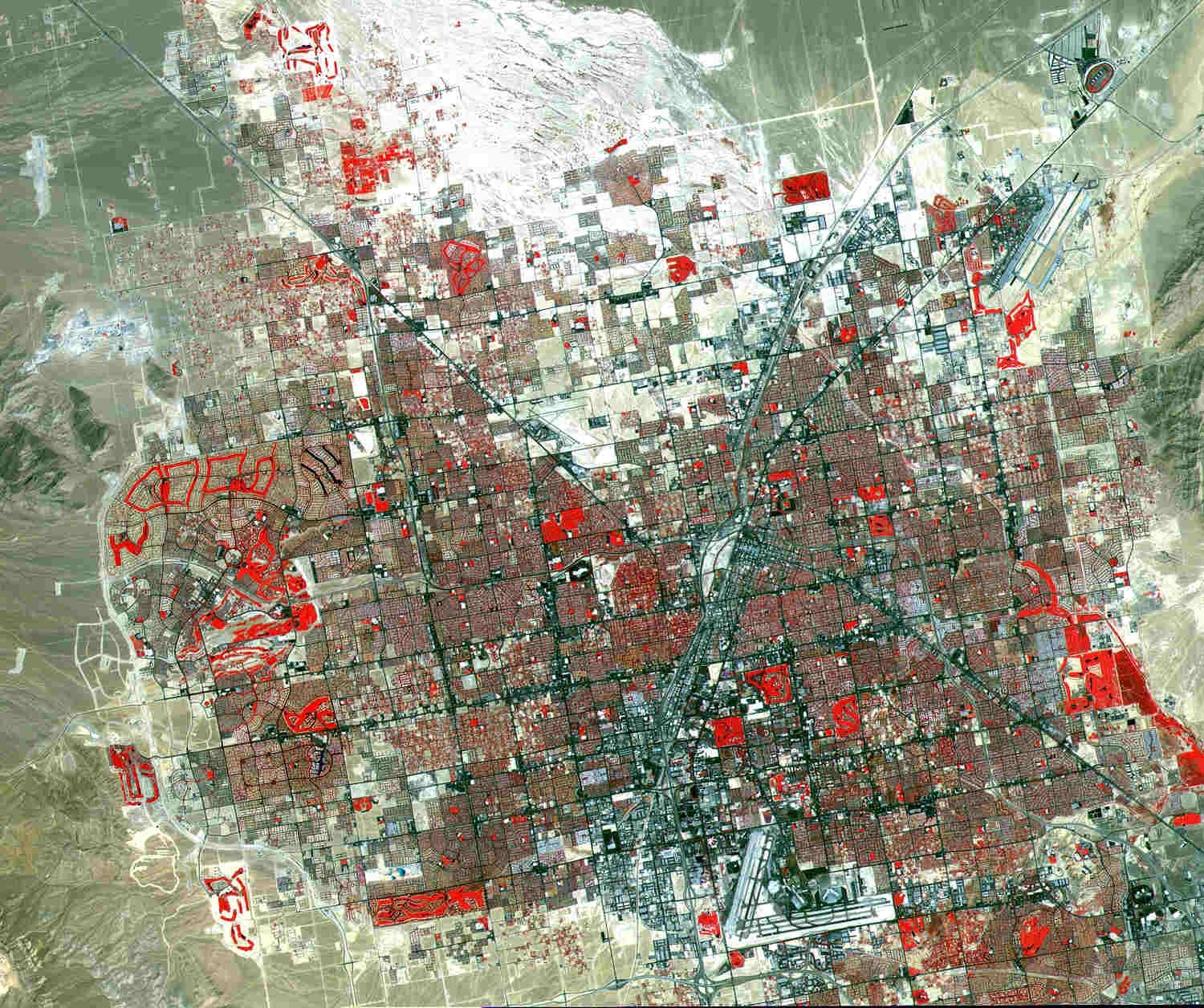
Las Vegas Valley vista em cor falsa pelo satélite TERRA. Terrenos cobertos de grama, como campos de golfe, aparecem em vermelho.

Toda a região de Las Vegas Valley tem cerca de 1.600 milhas quadradas (4.100 km²). Todos os perímetros, exceto o noroeste, são cadeias de montanhas cortadas por rotas de rodovias. O vale que dá nome a área metropolitana é uma bacia hidrológica e estrutural delimitada por falhas, composta por depósitos de leques aluviais. Existem vários aquíferos contidos no vale, incluindo o Aquífero de Las Vegas. Essas fontes de água fortemente esgotadas existem em cerca de 660–980 pés (200–300 m) de profundidade. Em 1986, as estimativas mostraram que o fundo do vale no centro de Las Vegas diminuiu cerca de 6,2 pés (1,9 m) e cerca de 2,9 pés (0,88 m) ao longo da Faixa como resultado do bombeamento desses aquíferos.

### Clima

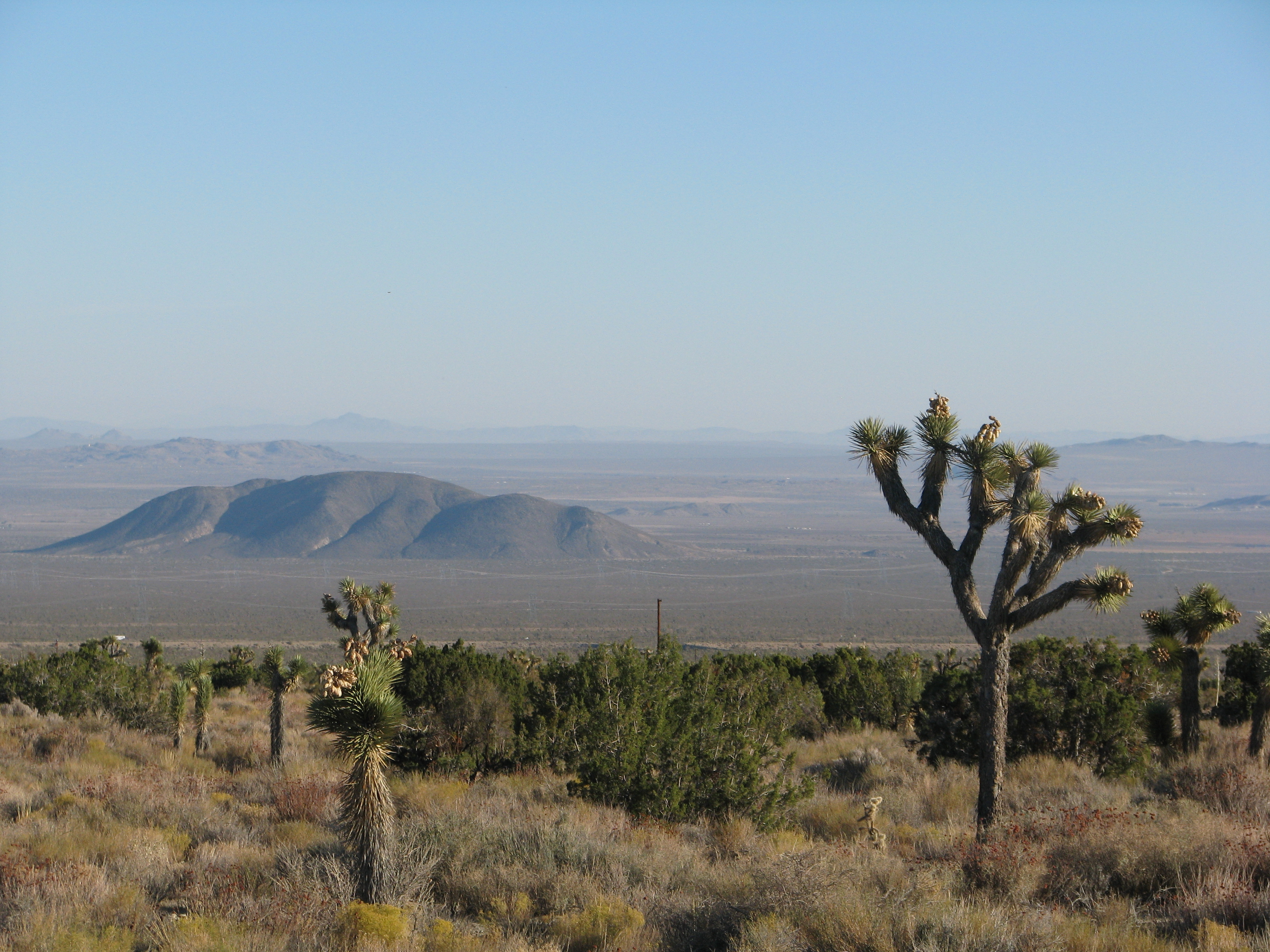
Deserto de Mojave, região em que Las Vegas Valley está localizada.

Las Vegas Valley fica em uma porção de altitude relativamente elevada do Deserto de Mojave, com um clima subtropical desértico quente. O Vale geralmente tem em média menos 130 mm de chuva por ano. As temperaturas diurnas diárias de verão em julho e agosto normalmente variam 38°C a 43°C, enquanto as noites geralmente variam de 22°C a 27°C. Umidade muito baixa, entretanto, ameniza o efeito dessas temperaturas, embora desidratação, exaustão pelo calor e insolação possam ocorrer mesmo após um período limitado ao ar livre no verão. O interior dos automóveis costuma ser mortal para crianças pequenas e animais de estimação durante o verão e as superfícies expostas ao sol podem causar queimaduras de primeiro e segundo graus na pele desprotegida. Julho e agosto também podem ser marcados pela estação das monções, quando os ventos úmidos do Golfo da Califórnia encharcam grande parte do sudoeste dos Estados Unidos. Embora não apenas aumentem os níveis de umidade, esses ventos se transformam em tempestades dramáticas no deserto que às vezes podem causar inundações repentinas.
Os invernos em Las Vegas Valley são tipicamente frios, mas ensolarados. As máximas do inverno em dezembro e janeiro geralmente variam de 11°C a 16°C, enquanto as mínimas noturnas variam de 1° C a 6°C. As montanhas ao redor do vale ficam cobertas de neve durante o inverno, mas o acúmulo de neve na própria área é incomum. A cada poucos anos, entretanto, Las Vegas recebe uma queda de neve mensurável. A primavera e o outono são geralmente de calor moderado a quente.
| Dados climatológicos para Las Vegas Valley, Nevada | Dados climatológicos para Las Vegas Valley, Nevada | Dados climatológicos para Las Vegas Valley, Nevada | Dados climatológicos para Las Vegas Valley, Nevada | Dados climatológicos para Las Vegas Valley, Nevada | Dados climatológicos para Las Vegas Valley, Nevada | Dados climatológicos para Las Vegas Valley, Nevada | Dados climatológicos para Las Vegas Valley, Nevada | Dados climatológicos para Las Vegas Valley, Nevada | Dados climatológicos para Las Vegas Valley, Nevada | Dados climatológicos para Las Vegas Valley, Nevada | Dados climatológicos para Las Vegas Valley, Nevada | Dados climatológicos para Las Vegas Valley, Nevada | Dados climatológicos para Las Vegas Valley, Nevada |
| Mês                                                | Jan                                                | Fev                                                | Mar                                                | Abr                                                | Mai                                                | Jun                                                | Jul                                                | Ago                                                | Set                                                | Out                                                | Nov                                                | Dez                                                | Ano                                                |
| -------------------------------------------------- | -------------------------------------------------- | -------------------------------------------------- | -------------------------------------------------- | -------------------------------------------------- | -------------------------------------------------- | -------------------------------------------------- | -------------------------------------------------- | -------------------------------------------------- | -------------------------------------------------- | -------------------------------------------------- | -------------------------------------------------- | -------------------------------------------------- | -------------------------------------------------- |
| Temperatura máxima recorde (°C)                    | 27                                                 | 32                                                 | 36                                                 | 39                                                 | 46                                                 | 47                                                 | 48                                                 | 47                                                 | 46                                                 | 39                                                 | 32                                                 | 33                                                 | 48                                                 |
| Temperatura máxima média (°C)                      | 14                                                 | 17                                                 | 21                                                 | 26                                                 | 31                                                 | 37                                                 | 40                                                 | 39                                                 | 34                                                 | 27                                                 | 19                                                 | 14                                                 | 27                                                 |
| Temperatura mínima média (°C)                      | 3                                                  | 5                                                  | 8                                                  | 12                                                 | 17                                                 | 22                                                 | 26                                                 | 25                                                 | 21                                                 | 14                                                 | 7                                                  | 3                                                  | 13                                                 |
| Temperatura mínima recorde (°C)                    | −13                                                | −12                                                | −9                                                 | −3                                                 | −2                                                 | 1                                                  | 4                                                  | 8                                                  | 3                                                  | −3                                                 | −10                                                | −12                                                | −13                                                |
| Chuva (mm)                                         | 15                                                 | 18                                                 | 15                                                 | 3,8                                                | 6,1                                                | 2,0                                                | 11                                                 | 11                                                 | 7,9                                                | 6,1                                                | 7,9                                                | 10                                                 | 113,8                                              |
| Fonte:                                             |                                                    |                                                    |                                                    |                                                    |                                                    |                                                    |                                                    |                                                    |                                                    |                                                    |                                                    |                                                    |                                                    |

### Qualidade do ar
Ter parte da região em uma bacia desértica cria problemas com a qualidade do ar. Desde a poeira que o vento transporta até a poluição produzida pelos veículos, o vale tem vários dias de ar ruim. Os problemas de poeira geralmente acontecem em dias muito ventosos, por isso tendem a ser curtos e sazonais. Tempestades de poeira em grande escala são raras. A poluição, por outro lado, piora quando não há vento para tirar o ar do vale. Além disso, no inverno, é possível que uma inversão se forme no vale. Como a manufatura não é uma indústria dominante em Las Vegas, e com o Condado de Clark trabalhando para controlar os problemas de qualidade do ar, o sucesso tem sido mostrado ao longo dos anos.

### Água

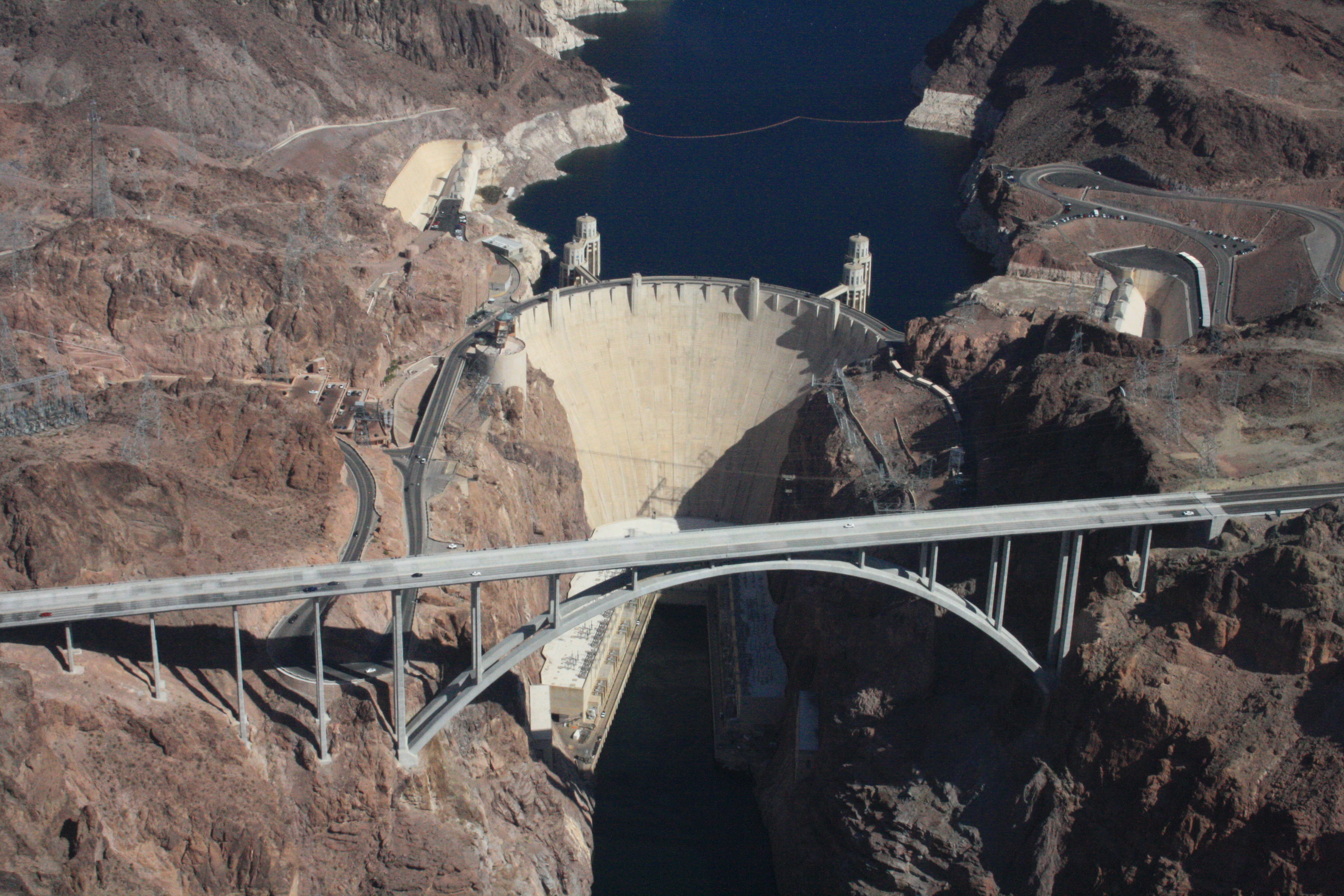
Lago Mead mostrado atrás da Barragem Hoover no Rio Colorado.

Nevada recebe uma alocação de 300.000 pés-acre (370.000.000 m³) de água a cada ano do Lago Mead, com créditos pela água que retorna ao lago. As alocações foram feitas com o Pacto do Rio Colorado, quando Nevada tinha uma população muito menor e muito pouca agricultura. As alocações também foram feitas durante uma série de anos úmidos, o que superestimou a disponibilidade de água em toda a bacia hidrográfica. Como resultado, a precipitação abaixo do normal por alguns anos pode afetar significativamente os reservatórios do Rio Colorado. A área de Las Vegas usa a maior parte dessa alocação com Laughlin, usando a maior parte da alocação restante. Em junho de 2007, o preço do metro cúbico era de 57 centavos em Las Vegas. Las Vegas obtém cerca de 90 por cento de sua água do Lago Mead.
No início de Las Vegas, a cidade dependia do aquífero que alimentava as nascentes que sustentavam os prados que deram o nome à área, mas o bombeamento de água deles causou uma grande queda nos níveis de água e afundamento do solo em amplas áreas do vale. Hoje, os aquíferos são usados basicamente para armazenar água que é bombeada do lago durante os períodos de baixa demanda e bombeada durante os períodos de alta demanda.

## Economia
As principais atrações de Las Vegas Valley são os hotéis/cassinos, porém a procura por convenções, restaurantes finos e beleza ao ar livre também são as principais forças para atrair os dólares dos turistas. Os hotéis geralmente consistem em grandes áreas de jogos de azar, teatros para apresentações ao vivo, lojas, bares/clubes e vários restaurantes e cafés. Existem grupos de grandes hotéis/cassinos localizados no centro da cidade de Las Vegas e na Las Vegas Strip. Os maiores hotéis estão localizados principalmente na Strip, que é uma seção de seis quilômetros da Las Vegas Boulevard. Esses hotéis oferecem milhares de quartos de vários tamanhos. Quinze dos 25 maiores hotéis do mundo em número de quartos estão na Strip, com um total de mais de 62.000 quartos. Em 2011, a maioria dos turistas que chegaram em Las Vegas Valley eram dos estados do oeste (55%) com 31% apenas da Califórnia. Aproximadamente 16% dos turistas chegaram de fora da América do Norte.

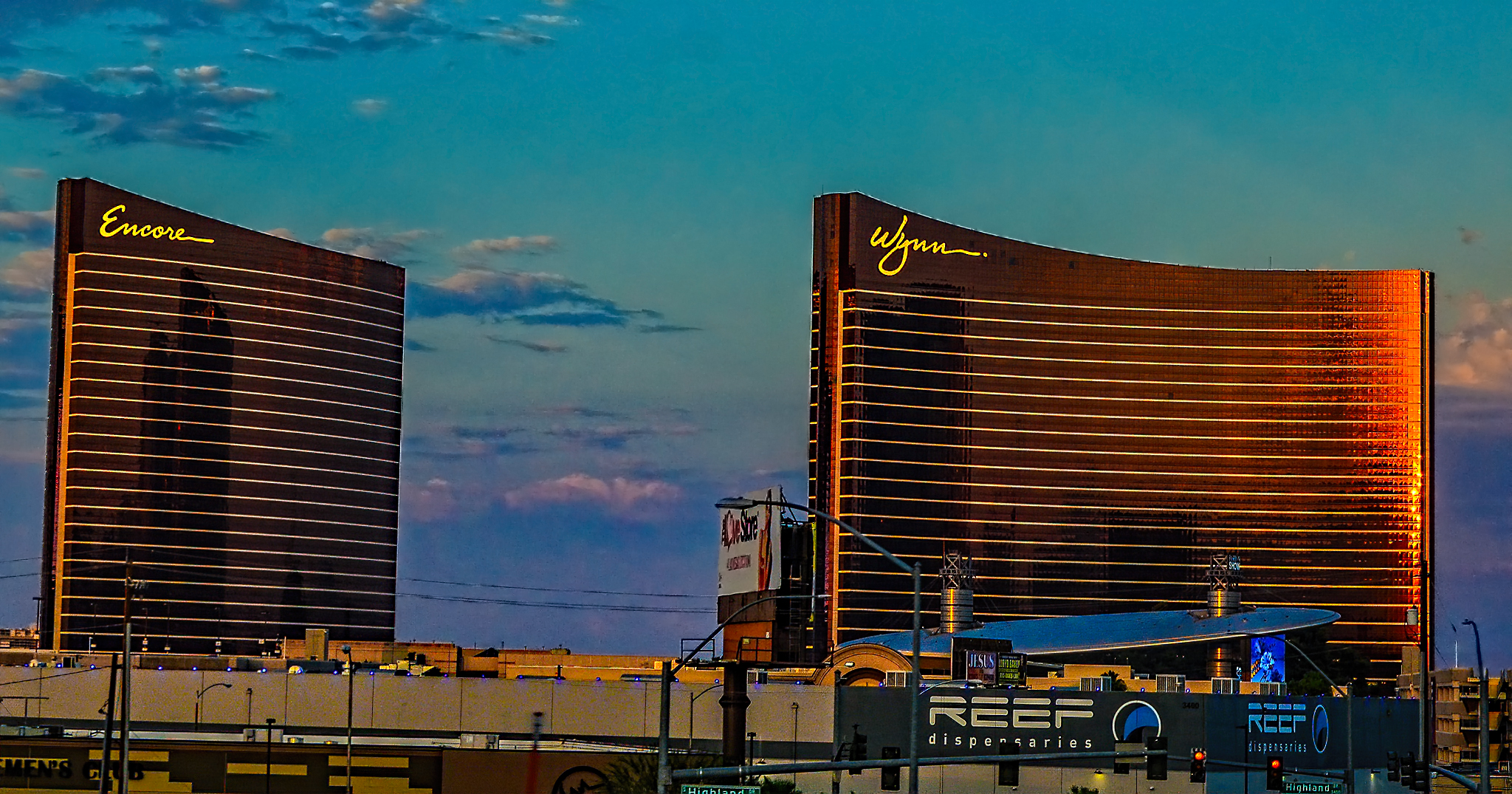
O Encore at Wynn Las Vegas, um dos mais luxuosos resorts/cassinos/hóteis de Las Vegas Valley.

A área urbana cresceu tão rapidamente que levou a um aumento nos valores de terra, de modo que o desenvolvimento de média e alta densidade está ocorrendo mais perto do centro. A Chinatown de Las Vegas foi construída no início dos anos 1990 na Spring Mountain Road. Chinatown inicialmente consistia em apenas um grande complexo de shopping center, mas a área foi expandida com shopping centers que contêm várias empresas asiáticas. A indústria da construção é responsável por uma parcela da economia de Las Vegas. Os cassinos de hotel planejados para a Strip podem levar anos para serem construídos e empregar milhares de trabalhadores. Os desenvolvedores descobriram que havia demanda por condomínios de alto padrão. Em 2005, mais de 100 edifícios de condomínio estavam em vários estágios de desenvolvimento,, no entanto, em 2008, a indústria da construção entrou em recessão devido à crise de crédito, embora a indústria tenha visto uma recuperação desde então.

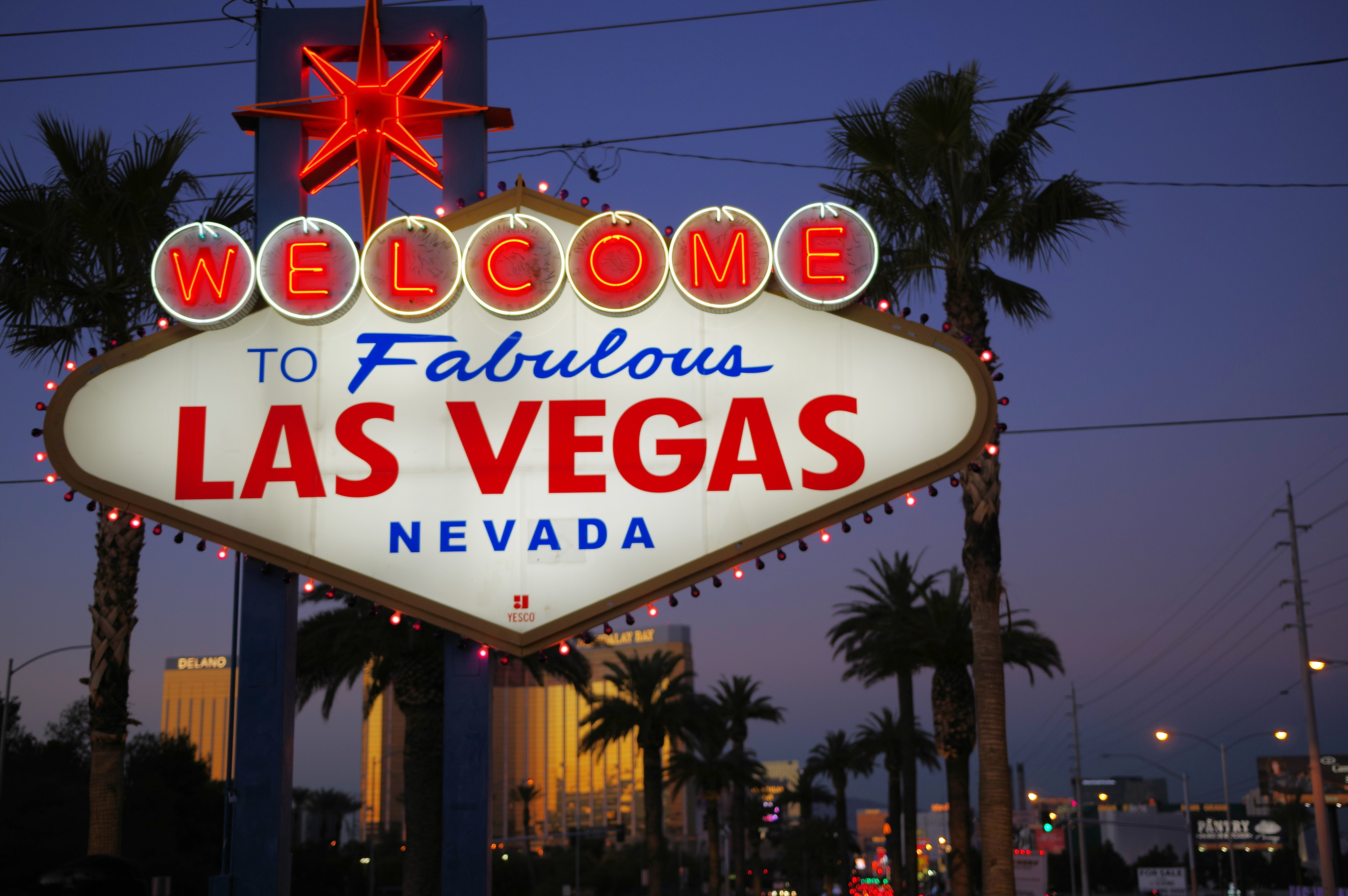
O famoso letreiro Welcome to Fabulous Las Vegas, em Paradise, ao anoitecer.

Na década de 1990, a empresa Turnberry Associates construiu as primeiras torres de condomínio de alto padrão. Antes disso, havia apenas um punhado de edifícios multifamiliares de médio porte na área metropolitana. Em meados da década de 2000, houve uma grande mudança para torres de condomínios altos. Em 2000, foram adquiridas mais de 21.000 novas residências e 26.000 residências de revenda. No início de 2005, havia 20 projetos de desenvolvimento residencial de mais de 300 acres (120 hectares) cada em andamento. Durante o mesmo período, Las Vegas foi considerada a comunidade de crescimento mais rápido nos Estados Unidos.
Las Vegas Valley também expandiu sua atratividade para os visitantes, oferecendo mercadorias a preços acessíveis e sofisticadas em muitas lojas e shoppings. Muitos hotéis na Las Vegas Strip também têm shopping centers adjacentes, dando à área de Las Vegas a maior concentração de shopping centers em qualquer trecho de 6,5 km de estrada. Além dos shoppings na Strip, há vários shoppings periféricos na cidade de Las Vegas, em Henderson e nos arredores. O monotrilho, situado um pouco a leste da Strip, facilita viagens de norte a sul, incluindo estações em vários cassinos e no Las Vegas Convention Center. O Las Vegas Convention Center é um dos maiores do mundo, com 1.940.631 pés quadrados (180.290,5 m2) de espaço para exposições. Esses eventos geram uma receita estimada de US$ 7,4 bilhões para a cidade a cada ano, e hospedam mais de 5 milhões de participantes.

## Cultura

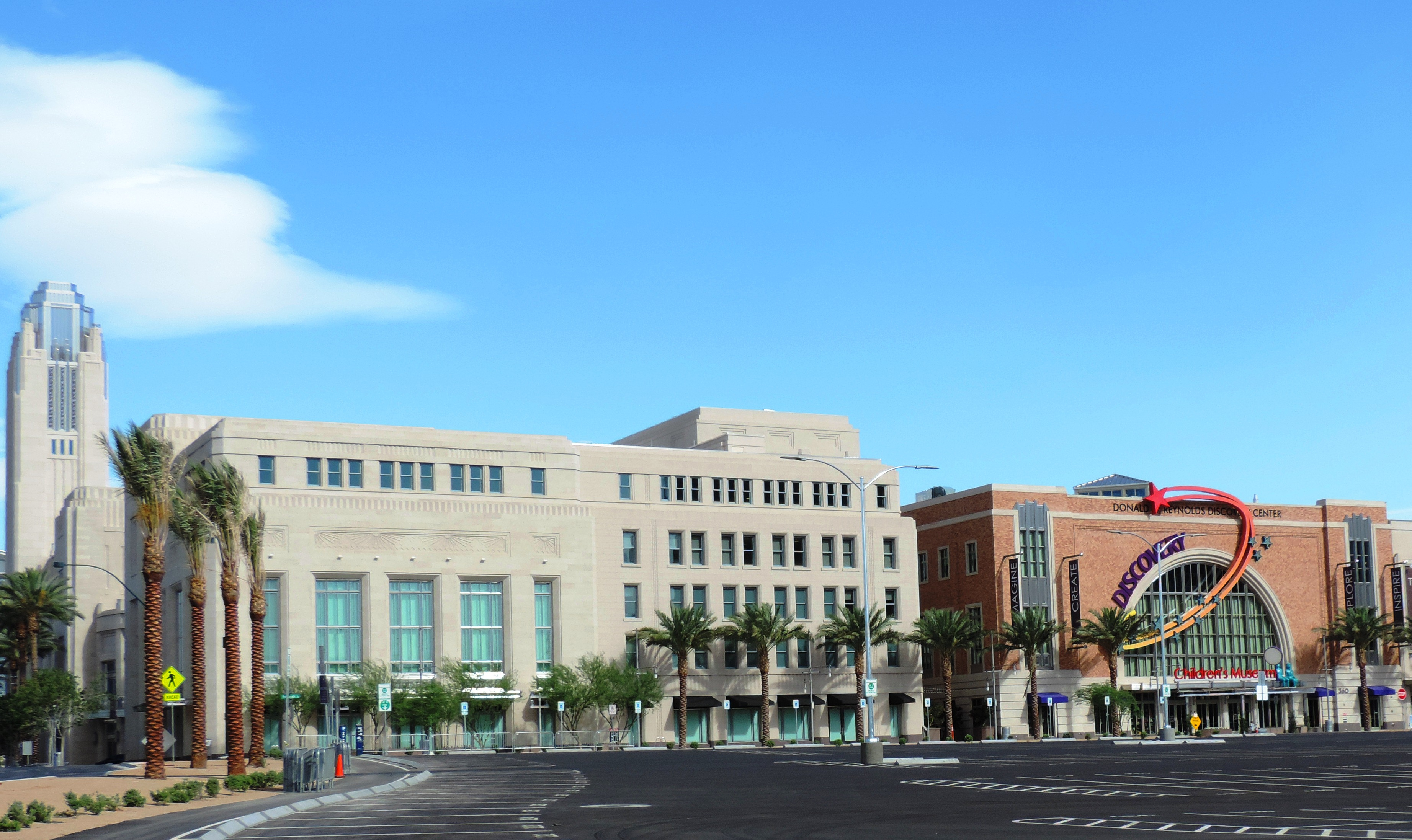
O Smith Center for the Performing Arts localizado no centro de Las Vegas.

A Academia de Estudos Internacionais, Artes Cênicas e Visuais de Las Vegas é uma escola magnética vencedora do Grammy, localizada no centro de Las Vegas. O Smith Center for the Performing Arts está situado no centro de Symphony Park e hospeda vários shows da Broadway e outras apresentações artísticas. Las Vegas ganhou o apelido de "Capital Mundial do Jogo", já que a cidade atualmente tem o maior número de cassinos terrestres do mundo.
A área metropolitana abriga vários museus, incluindo o Museu do Neon (o local de muitos dos sinais históricos da cidade de Las Vegas em meados do século XX). A cidade de Las Vegas abriga o extenso Downtown Arts District, que hospeda inúmeras galerias e eventos, incluindo o Festival de Cinema de Las Vegas. "First Friday" é uma celebração mensal que inclui artes, música, apresentações especiais e comida em uma seção da região central da cidade chamada 18b, The Las Vegas Arts District. O festival se estende ao distrito de entretenimento de Fremont East também. A quinta-feira à noite antes da primeira sexta-feira é conhecida no Arts District como "Quinta-feira de pré-visualização", que destaca novas exposições de galerias em todo o distrito.

### Esportes

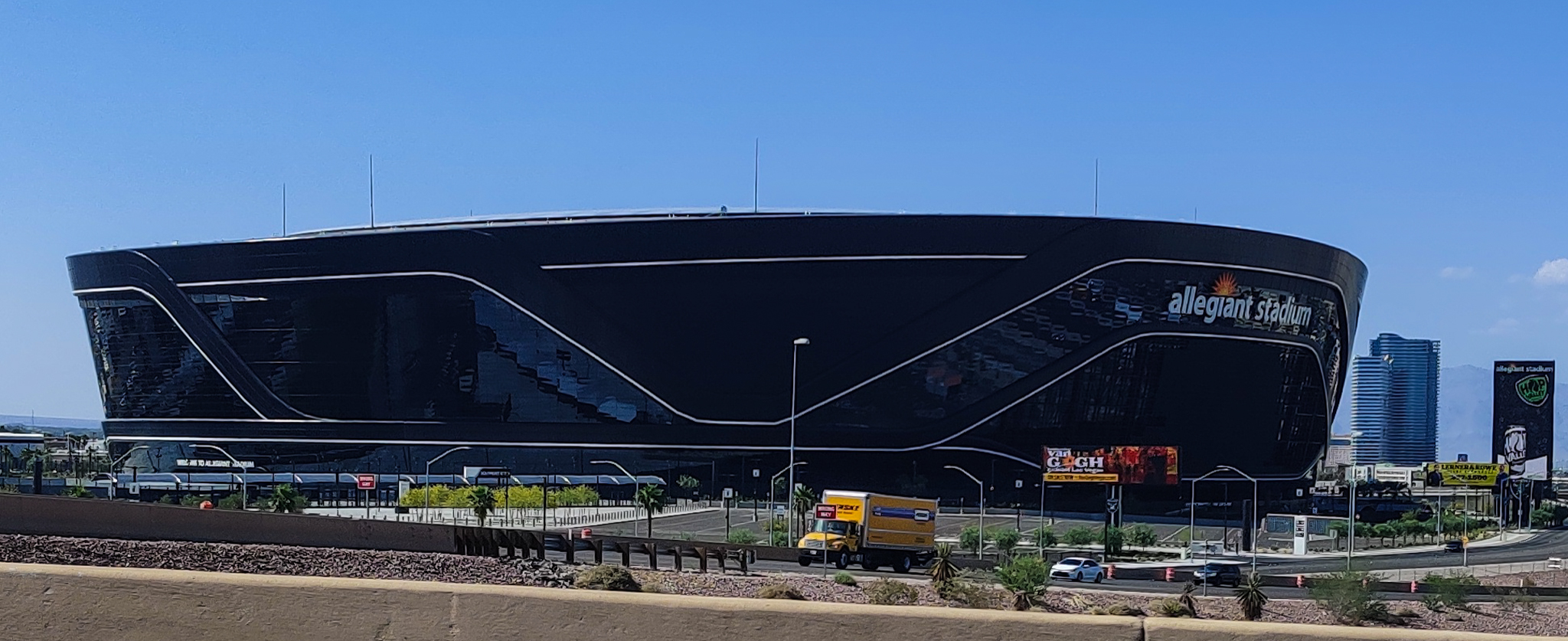
Allegiant Stadium

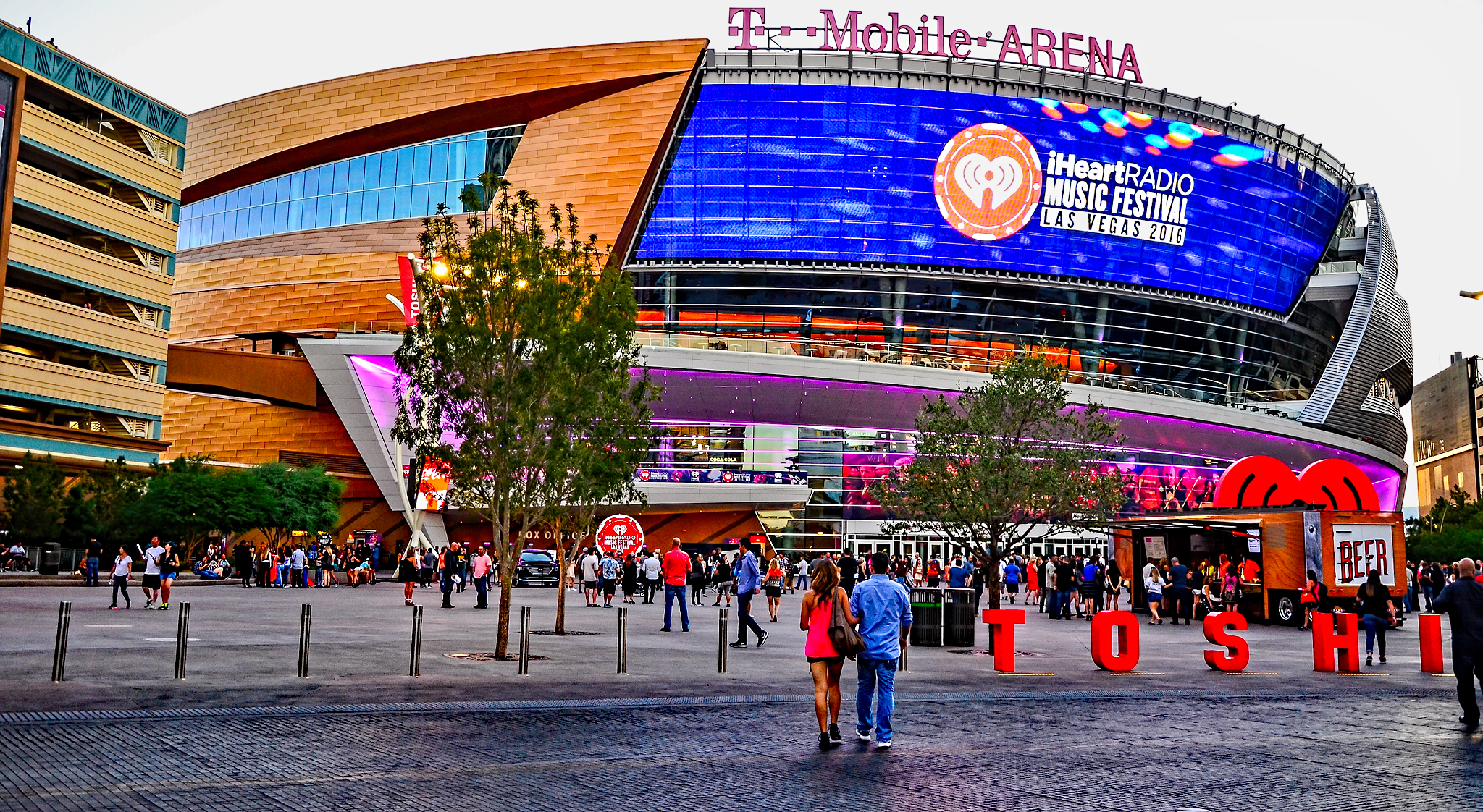
T-Mobile Arena visto do Toshiba Plaza.

O Las Vegas Valley é o lar de três grandes times profissionais: os Vegas Golden Knights da National Hockey League, um time de expansão que começou a jogar na temporada 2017-18 da NHL na T-Mobile Arena em Paradise, o Las Vegas Raiders da National Football League que se mudaram de Oakland em 2020 e jogam no Allegiant Stadium em Paradise, e o Las Vegas Aces da Women's National Basketball Association que jogam no Mandalay Bay Events Center.
Duas equipes de esportes da liga secundária jogam na área de Las Vegas. Os Las Vegas Aviators do Triple-A West, o clube da fazenda Triple-A do Oakland Athletics, jogam no Las Vegas Ballpark nas proximidades de Summerlin. O Las Vegas Lights FC da United Soccer League, joga no Cashman Field no centro de Las Vegas. A promoção de artes marciais mistas, Ultimate Fighting Championship (UFC), está sediada em Las Vegas e também frequentemente realiza lutas na cidade na T-Mobile Arena e no centro de treinamento UFC Apex perto da sede.

## Infraestrutura

### Educação
A educação pública primária e secundária é fornecida pelo Distrito Escolar do Condado de Clark, que é o quinto distrito escolar mais populoso do país. Os alunos totalizavam 314.653 nas séries K-12 para o ano letivo de 2013–2014. O College of Southern Nevada (a terceira maior faculdade comunitária dos Estados Unidos em número de matrículas) é o principal estabelecimento de ensino superior da cidade. Outras instituições incluem a Escola de Medicina da Universidade de Nevada, com campus na cidade, e a escola privada com fins lucrativos Le Cordon Bleu College of Culinary Arts. Oportunidades educacionais existem em torno da cidade; entre eles estão a Universidade de Nevada, Las Vegas e o Nevada State College administrado pelo Sistema de Educação Superior de Nevada, o Desert Research Institute, a Academia Internacional de Design e Tecnologia de Las Vegas e a Touro University Nevada.

### Transporte

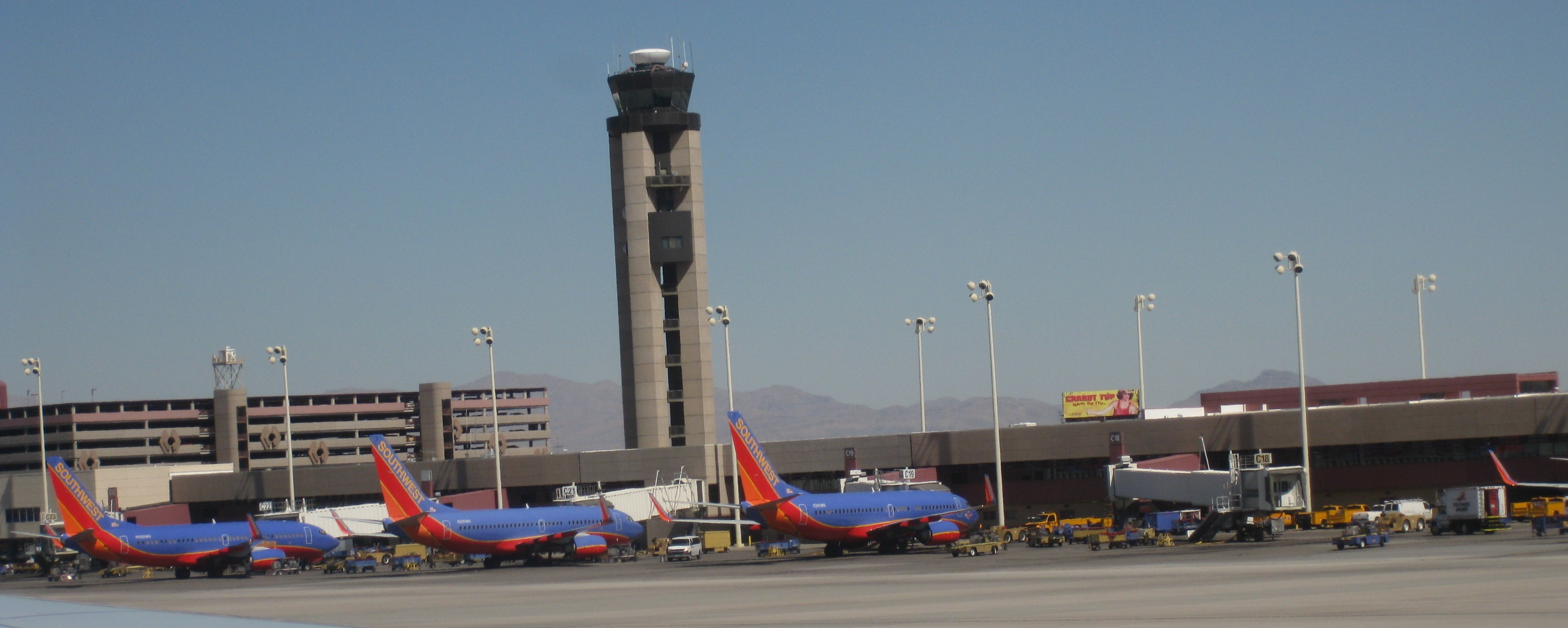
O Aeropoto Internacional McCarren de Las Vegas Valley.

O Aeroporto Internacional McCarran (LAS) oferece voos comerciais para Las Vegas Valley. O aeroporto atende voos domésticos, internacionais e de carga, além de algumas aeronaves particulares. O tráfego da aviação geral, no entanto, normalmente usam o Aeroporto North Las Vegas ou outros campos de aviação do condado. O transporte público é fornecido pela RTC Transit. Numerosas rotas de ônibus cobrem Las Vegas, Henderson, North Las Vegas e outras áreas suburbanas.
O serviço de ônibus intermunicipal de Las Vegas Valley é fornecido pela Greyhound, BoltBus, Orange Belt Stages, Tufesa e várias operadoras menores. Os trens da Amtrak não atendem Las Vegas desde que o serviço via Desert Wind na estação de Las Vegas cessou em 1997, mas a Amtrak California opera o serviço dedicado da Thruway Motorcoach entre a cidade e suas estações ferroviárias de passageiros em Bakersfield, Califórnia, bem como a Los Angeles Union Station via Barstow.